# Кхани
Кхани (ქ, груз. ქანი) — двадцать вторая буква современного грузинского алфавита и двадцать пятая буква классического грузинского алфавита.

## Влияние на другие буквы
Грузинский лингвист и историк Елена Мачавариани считает, что кхани Ⴕ вместе с ини Ⴈ составляют последнюю в грузинском алфавите букву джани Ⴟ, которая изображает монограмму Христа (от იესო ქრისტე, Иисус Христос).

## Использование
В грузинском языке обозначает звук [kʰ]. Числовое значение в изопсефии — 600 (шестьсот).
Также используется в грузинском варианте лазского алфавита, используемом в Грузии. В латинице, используемой в Турции, ей соответствует k.
Ранее использовалась в абхазском (1937—1954) и осетинском (1938—1954) алфавитах на основе грузинского письма, после их перевода на кириллицу в абхазском была заменена на қ, а в осетинском — на к.
В системах романизации грузинского письма передаётся как k̕ (ISO 9984), kʼ (BGN/PCGN
1981), k (национальная система, BGN/PCGN 2009), kʻ (ALA-LC). В грузинском шрифте Брайля букве соответствует символ ⠻ (U+283B).

## Написание
| Асомтаврули | Нусхури | Мхедрули |
| ----------- | ------- | -------- |
|             |         |          |

## Кодировка
Кхани асомтаврули и кхани мхедрули включены в стандарт Юникод начиная с самой первой его версии (1.0.0) в блоке «Грузинское письмо» (англ. Georgian) под шестнадцатеричными кодами U+10B5 и U+10E5 соответственно.
Кхани нусхури была добавлена в Юникод в версии 4.1 в блок «Дополнение к грузинскому письму» (англ. Georgian Supplement) под шестнадцатеричным кодом U+2D15; до этого она была унифицирована с кхани мхедрули.
Кхани мтаврули была включена в Юникод в версии 11.0 в блок «Расширенное грузинское письмо» (англ. Georgian Extended) под шестнадцатеричным кодом U+1CA5.